# Torchefelon
Torchefelon és un municipi francès situat al departament de la Isèra i a la regió d'Alvèrnia-Roine-Alps. L'any 2007 tenia 566 habitants.

## Demografia

### Població
El 2007 la població de fet de Torchefelon era de 566 persones. Hi havia 202 famílies de les quals 35 eren unipersonals (26 homes vivint sols i 9 dones vivint soles), 64 parelles sense fills, 86 parelles amb fills i 17 famílies monoparentals amb fills.
La població ha evolucionat segons el següent gràfic:
Habitants censats

### Habitatges
El 2007 hi havia 233 habitatges, 208 eren l'habitatge principal de la família, 13 eren segones residències i 12 estaven desocupats. 211 eren cases i 21 eren apartaments. Dels 208 habitatges principals, 170 estaven ocupats pels seus propietaris, 34 estaven llogats i ocupats pels llogaters i 3 estaven cedits a títol gratuït; 1 tenia una cambra, 8 en tenien dues, 24 en tenien tres, 47 en tenien quatre i 129 en tenien cinc o més. 162 habitatges disposaven pel capbaix d'una plaça de pàrquing. A 78 habitatges hi havia un automòbil i a 119 n'hi havia dos o més.

### Piràmide de població
La piràmide de població per edats i sexe el 2009 era:
| Homes | Edats   | Dones |
| ----- | ------- | ----- |
| 0     | 95 o +  | 0     |
| 0     | 90 a 94 | 0     |
| 12    | 85 a 89 | 4     |
| 0     | 80 a 84 | 8     |
| 12    | 75 a 79 | 16    |
| 8     | 70 a 74 | 4     |
| 8     | 65 a 69 | 16    |
| 0     | 60 a 64 | 4     |
| 20    | 55 a 59 | 12    |
| 32    | 50 a 54 | 28    |
| 16    | 45 a 49 | 16    |
| 24    | 40 a 44 | 16    |
| 20    | 35 a 39 | 4     |
| 12    | 30 a 34 | 20    |
| 8     | 25 a 29 | 8     |
| 4     | 20 a 24 | 12    |
| 16    | 15 a 19 | 12    |
| 16    | 10 a 14 | 16    |
| 4     | 5 a 9   | 8     |
| 8     | 0 a 4   | 12    |

## Economia
El 2007 la població en edat de treballar era de 366 persones, 278 eren actives i 88 eren inactives. De les 278 persones actives 258 estaven ocupades (139 homes i 119 dones) i 20 estaven aturades (9 homes i 11 dones). De les 88 persones inactives 26 estaven jubilades, 35 estaven estudiant i 27 estaven classificades com a «altres inactius».

### Ingressos
El 2009 a Torchefelon hi havia 224 unitats fiscals que integraven 625,5 persones, la mediana anual d'ingressos fiscals per persona era de 19.752 €.

### Activitats econòmiques
Dels 11 establiments que hi havia el 2007, 5 eren d'empreses de construcció, 1 d'una empresa de comerç i reparació d'automòbils, 1 d'una empresa de transport, 2 d'empreses d'hostatgeria i restauració, 1 d'una empresa d'informació i comunicació i 1 d'una empresa de serveis.
Dels 6 establiments de servei als particulars que hi havia el 2009, 1 era un paleta, 2 guixaires pintors, 2 lampisteries i 1 restaurant.
L'any 2000 a Torchefelon hi havia 18 explotacions agrícoles que ocupaven un total de 390 hectàrees.

## Equipaments sanitaris i escolars
El 2009 hi havia una escola elemental.

## Poblacions més properes
El següent diagrama mostra les poblacions més properes.